# Апостолос Цангаракіс
Апостолос Цангаракіс (19 лютого 1982) — грецький плавець.
Учасник Олімпійських Ігор 2004, 2008 років.